# Belmont Abbey College
Il Belmont Abbey College è un'università privata di indirizzo cattolico con sede a Belmont, nello stato americano della Carolina del Nord.
Fu fondata nel 1876 con il nome di Saint Mary's College  dai monaci benedettini della congregazione americana cassinese dell'abbazia di Belmont. Adottò il nome di Belmont Abbey College nel 1913.